# ЧП.INFO
ЧП.INFO — закритий український телеканал мультимедійної платформи «Магнолія-ТВ». Окрім власне супутникового телеканалу «ЧП.info», мережа включає вебрадіо «Магнолія», проєкт «Шукаю свідків!» тощо. Цілодобова сітка мовлення каналу складається з повідомлень про надзвичайні новини: ДТП, пожежі, вибухи, злочини, розслідування, стихійні лиха тощо.